# Acrocercops tenera
Acrocercops tenera là một loài bướm đêm thuộc họ Gracillariidae. Nó được tìm thấy ở Ấn Độ (Bihar), Indonesia (Java) và Sri Lanka.
Ấu trùng ăn Schleicheria oleosa và Schleicheria trijuga. Chúng có thể ăn lá nơi chúng làm tổ.